# Новий Дніпро
Новий Дніпро на Запоріжжі — лівий, більший рукав Дніпра, що відділяє острів Хортицю від лівого берега Дніпра.
На Новому Дніпрі розташовані шлюзи для подолання перепаду рівнів води до і після Дніпровської ГЕС.

## Гіпотеза утворення
За геологічними даними острів Хортиця утворився в результаті геологічного розлому понад 2 млн років. Внаслідок цього розлому Дніпро змінив напрям своєї течії до заходу, створивши спочатку Старий Дніпро, а потім і Новий Дніпро, які омивають новоутворений острів з обох боків.

Мости Преображенського
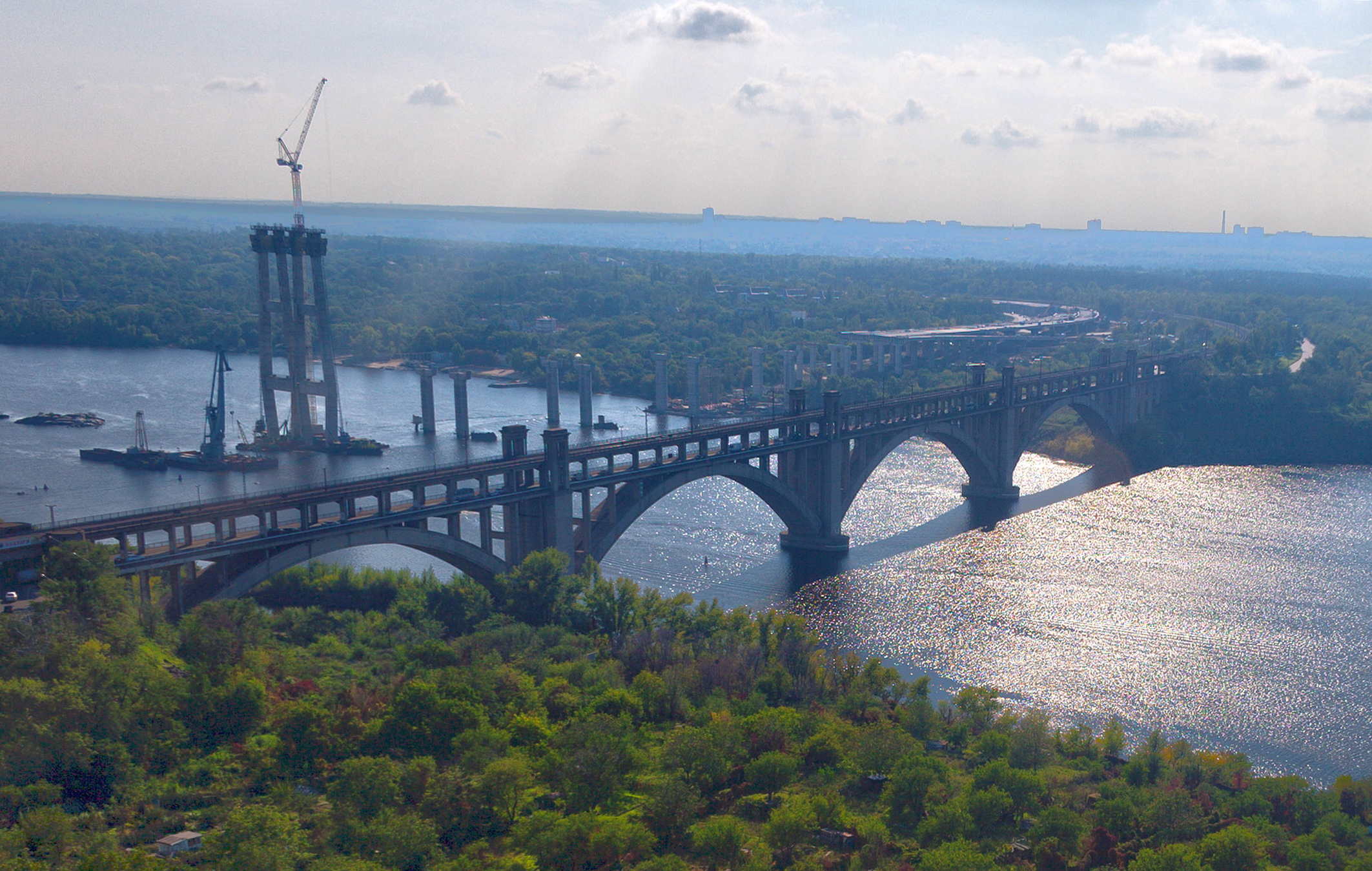
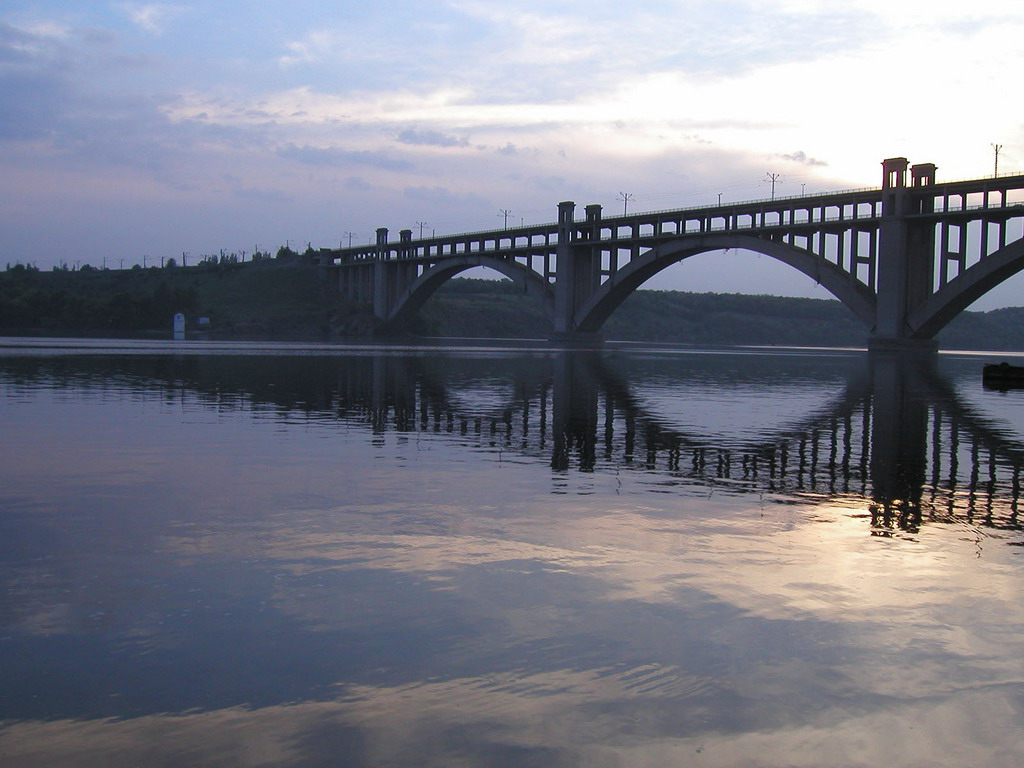

## Галерея

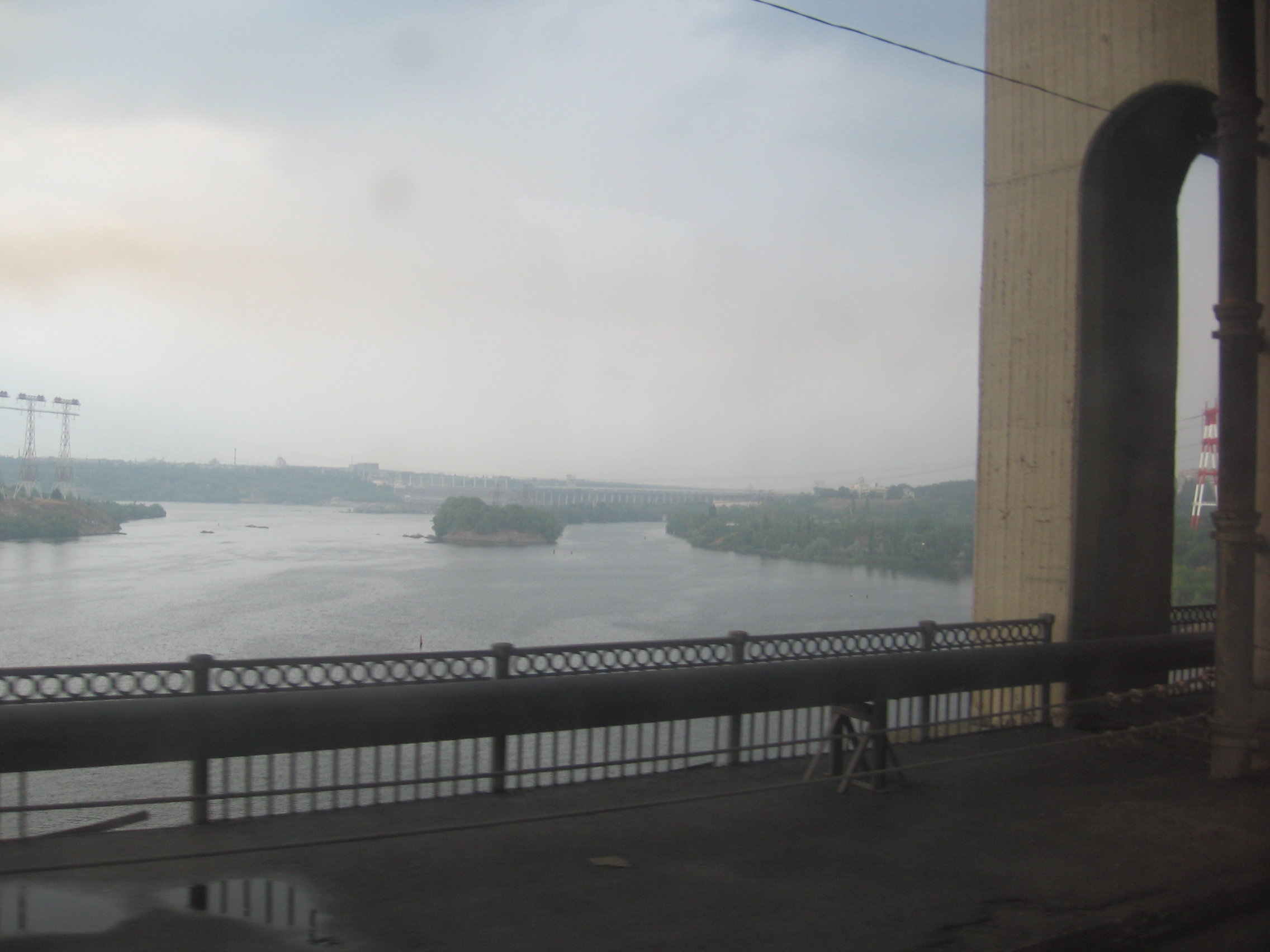
Новий Дніпро. Вигляд на Дніпровську ГЕС
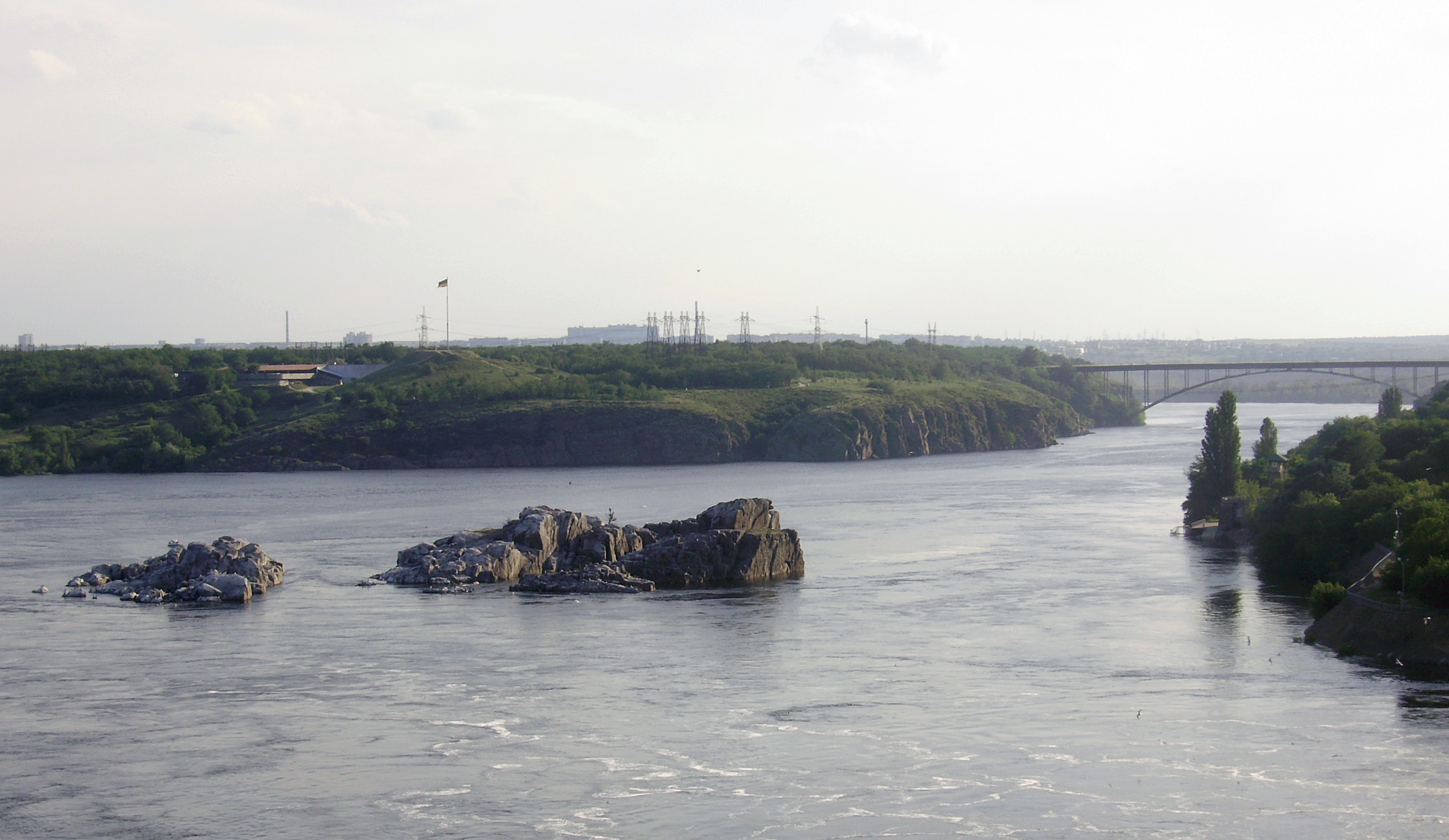
Дніпрові пороги
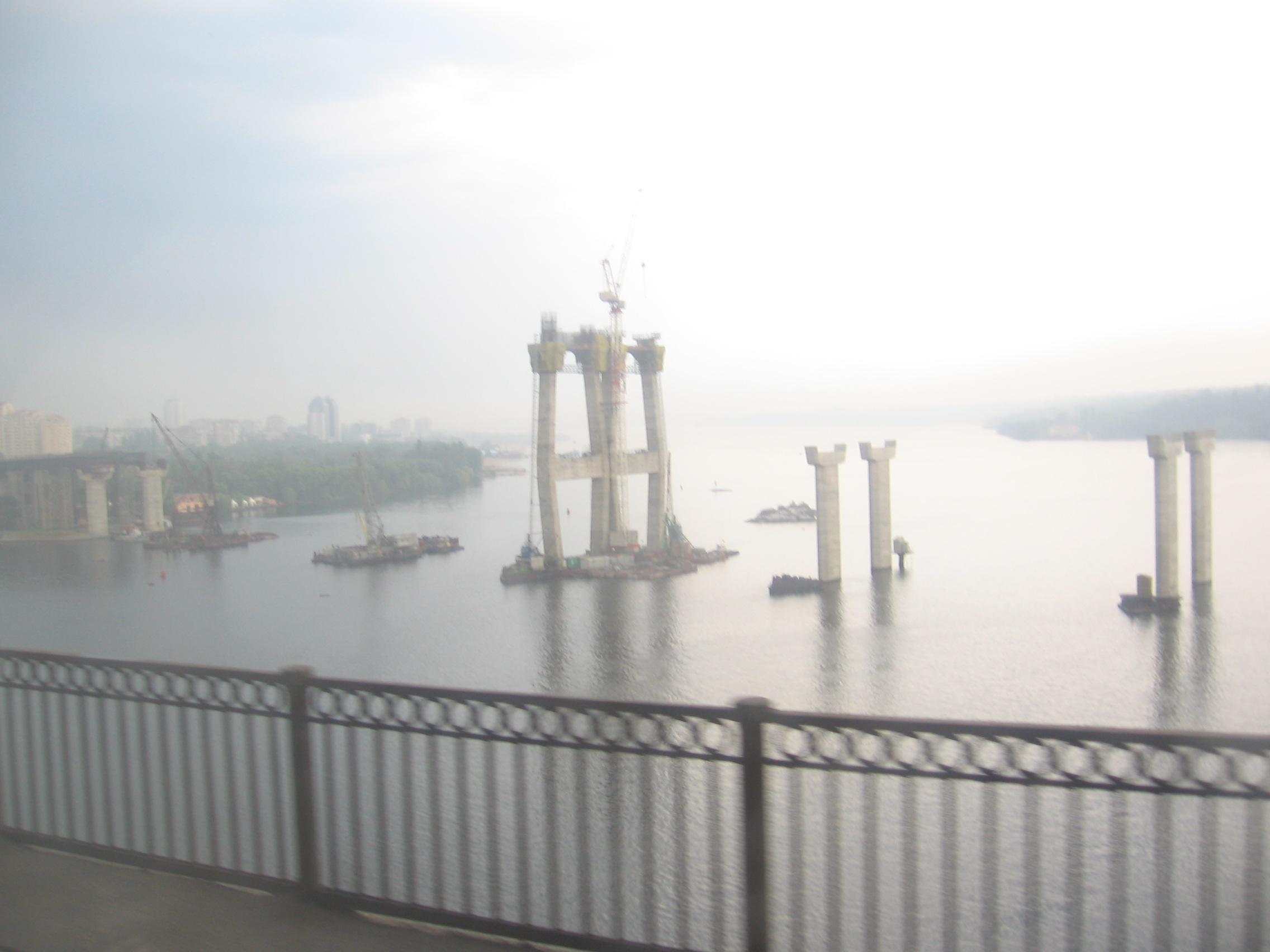
Новий мостоперехід через Дніпро у Запоріжжі. Будівництво триває з 30 серпня 2004 року

| Україна | Це незавершена стаття з географії України. Ви можете допомогти проєкту, виправивши або дописавши її. |